# Arctic Race of Norway 2022
Arctic Race of Norway 2022 – 9. edycja wyścigu kolarskiego Arctic Race of Norway, która odbyła się w dniach od 11 do 14 sierpnia 2022 na liczącej 680 kilometrów trasie składającej się z 4 etapów i biegnącej z Mo i Rana do Trondheim. Impreza kategorii 2.Pro była częścią UCI ProSeries 2022.

## Etapy
| Etap | Data   | Start – Meta          | type        | Dystans (km) | Zwycięzca etapu    | Lider              |
| ---- | ------ | --------------------- | ----------- | ------------ | ------------------ | ------------------ |
| 1    | 11 sie | Mo i Rana – Mo i Rana | płaski      | 185          | Axel Zingle        | Axel Zingle        |
| 2    | 12 sie | Mosjøen – Brønnøysund | płaski      | 155          | Dylan Groenewegen  | Axel Zingle        |
| 3    | 13 sie | Namsos – Levanger     | pagórkowaty | 180          | Victor Lafay       | Victor Lafay       |
| 4    | 14 sie | Trondheim – Trondheim | pagórkowaty | 160          | Andreas Leknessund | Andreas Leknessund |

## Drużyny
| WorldTeams (6)- Astana Qazaqstan Team - Cofidis - Intermarché-Wanty-Gobert Matériaux - BikeExchange-Jayco - Team DSM - Israel-Premier Tech ProTeams (10)- Alpecin-Deceuninck - Arkéa-Samsic - B&B Hotels-KTM - Bingoal Pauwels Sauces WB - Burgos-BH - Euskaltel-Euskadi - Human Powered Health - Sport Vlaanderen-Baloise - Uno-X Pro Cycling Team - TotalEnergies Continental teams (3)- Coop - China Glory Continental Cycling Team - Trinity Racing |
| |

## Wyniki etapów

### Etap 1
| Mo i Rana - Mo i Rana | płaski | (185 km) |

| \| Klasyfikacja etapu \| Klasyfikacja etapu \| Klasyfikacja etapu \| Klasyfikacja etapu \| Klasyfikacja etapu \| \| Kolarz \| Kolarz \| Państwo \| Drużyna \| Czas \| \| ------------------ \| ------------------- \| ------------------ \| ---------------------------------- \| ------------------ \| \| 1. \| Axel Zingle \| Francja \| Cofidis \| \| \| 2. \| Gleb Syrica \| Rosja \| Astana Qazaqstan Team \| + 1" \| \| 3. \| Mathieu Burgaudeau \| Francja \| TotalEnergies \| + 1" \| \| 4. \| Amaury Capiot \| Belgia \| Arkéa-Samsic \| + 1" \| \| 5. \| Nick Schultz \| Australia \| BikeExchange-Jayco \| + 1" \| \| 6. \| Maurice Ballerstedt \| Niemcy \| Alpecin-Deceuninck \| + 1" \| \| 7. \| Håkon Aalrust \| Norwegia \| Team Coop \| + 1" \| \| 8. \| Andreas Stokbro \| Dania \| Team Coop \| + 1" \| \| 9. \| Antonio Angulo \| Hiszpania \| Euskaltel-Euskadi \| + 1" \| \| 10. \| Quinten Hermans \| Belgia \| Intermarché-Wanty-Gobert Matériaux \| + 1" \| |                     |           |                                    |      |
| |                     |           |                                    |      |
| Źródło: ProCyclingStats |                     |           |                                    |      |
| Klasyfikacja etapu |                     |           |                                    |      |
| Kolarz | Kolarz              | Państwo   | Drużyna                            | Czas |
| 1. | Axel Zingle         | Francja   | Cofidis                            |      |
| 2. | Gleb Syrica         | Rosja     | Astana Qazaqstan Team              | + 1" |
| 3. | Mathieu Burgaudeau  | Francja   | TotalEnergies                      | + 1" |
| 4. | Amaury Capiot       | Belgia    | Arkéa-Samsic                       | + 1" |
| 5. | Nick Schultz        | Australia | BikeExchange-Jayco                 | + 1" |
| 6. | Maurice Ballerstedt | Niemcy    | Alpecin-Deceuninck                 | + 1" |
| 7. | Håkon Aalrust       | Norwegia  | Team Coop                          | + 1" |
| 8. | Andreas Stokbro     | Dania     | Team Coop                          | + 1" |
| 9. | Antonio Angulo      | Hiszpania | Euskaltel-Euskadi                  | + 1" |
| 10. | Quinten Hermans     | Belgia    | Intermarché-Wanty-Gobert Matériaux | + 1" |

| \| Klasyfikacja generalna \| Klasyfikacja generalna \| Klasyfikacja generalna \| Klasyfikacja generalna \| Klasyfikacja generalna \| \| Kolarz \| Kolarz \| Państwo \| Drużyna \| Czas \| \| ---------------------- \| ---------------------- \| ---------------------- \| ------------------------ \| ---------------------- \| \| 1. \| Axel Zingle \| Francja \| Cofidis \| \| \| 2. \| Mathieu Burgaudeau \| Francja \| TotalEnergies \| + 4" \| \| 3. \| Gleb Syrica \| Rosja \| Astana Qazaqstan Team \| + 5" \| \| 4. \| Kristian Aasvold \| Norwegia \| Human Powered Health \| + 8" \| \| 5. \| Kenneth Van Rooy \| Belgia \| Sport Vlaanderen-Baloise \| + 8" \| \| 6. \| Sjoerd Bax \| Holandia \| Alpecin-Deceuninck \| + 9" \| \| 7. \| Amaury Capiot \| Belgia \| Arkéa-Samsic \| + 11" \| \| 8. \| Nick Schultz \| Australia \| BikeExchange-Jayco \| + 11" \| \| 9. \| Maurice Ballerstedt \| Niemcy \| Alpecin-Deceuninck \| + 11" \| \| 10. \| Håkon Aalrust \| Norwegia \| Team Coop \| + 11" \| |                     |           |                          |       |
| |                     |           |                          |       |
| Źródło: ProCyclingStats |                     |           |                          |       |
| Klasyfikacja generalna |                     |           |                          |       |
| Kolarz | Kolarz              | Państwo   | Drużyna                  | Czas  |
| 1. | Axel Zingle         | Francja   | Cofidis                  |       |
| 2. | Mathieu Burgaudeau  | Francja   | TotalEnergies            | + 4"  |
| 3. | Gleb Syrica         | Rosja     | Astana Qazaqstan Team    | + 5"  |
| 4. | Kristian Aasvold    | Norwegia  | Human Powered Health     | + 8"  |
| 5. | Kenneth Van Rooy    | Belgia    | Sport Vlaanderen-Baloise | + 8"  |
| 6. | Sjoerd Bax          | Holandia  | Alpecin-Deceuninck       | + 9"  |
| 7. | Amaury Capiot       | Belgia    | Arkéa-Samsic             | + 11" |
| 8. | Nick Schultz        | Australia | BikeExchange-Jayco       | + 11" |
| 9. | Maurice Ballerstedt | Niemcy    | Alpecin-Deceuninck       | + 11" |
| 10. | Håkon Aalrust       | Norwegia  | Team Coop                | + 11" |

### Etap 2
| Mosjøen - Brønnøysund | płaski | (155 km) |

| \| Klasyfikacja etapu \| Klasyfikacja etapu \| Klasyfikacja etapu \| Klasyfikacja etapu \| Klasyfikacja etapu \| \| Kolarz \| Kolarz \| Państwo \| Drużyna \| Czas \| \| ------------------ \| -------------------- \| ------------------ \| ------------------------------------ \| ------------------ \| \| 1. \| Dylan Groenewegen \| Holandia \| BikeExchange-Jayco \| 3h 41' 17" \| \| 2. \| Amaury Capiot \| Belgia \| Arkéa-Samsic \| + 0" \| \| 3. \| Edvald Boasson Hagen \| Norwegia \| TotalEnergies \| + 0" \| \| 4. \| Blake Quick \| Australia \| Trinity Racing \| + 0" \| \| 5. \| Matteo Malucelli \| Włochy \| China Glory Continental Cycling Team \| + 0" \| \| 6. \| Florian Dauphin \| Francja \| B&B Hotels-KTM \| + 0" \| \| 7. \| Krists Neilands \| Łotwa \| Israel-Premier Tech \| + 0" \| \| 8. \| Matthew Gibson \| Wielka Brytania \| Human Powered Health \| + 0" \| \| 9. \| Martin Urianstad \| Norwegia \| Uno-X Pro Cycling Team \| + 0" \| \| 10. \| Gleb Syrica \| Rosja \| Astana Qazaqstan Team \| + 0" \| |                      |                 |                                      |            |
| |                      |                 |                                      |            |
| Źródło: ProCyclingStats |                      |                 |                                      |            |
| Klasyfikacja etapu |                      |                 |                                      |            |
| Kolarz | Kolarz               | Państwo         | Drużyna                              | Czas       |
| 1. | Dylan Groenewegen    | Holandia        | BikeExchange-Jayco                   | 3h 41' 17" |
| 2. | Amaury Capiot        | Belgia          | Arkéa-Samsic                         | + 0"       |
| 3. | Edvald Boasson Hagen | Norwegia        | TotalEnergies                        | + 0"       |
| 4. | Blake Quick          | Australia       | Trinity Racing                       | + 0"       |
| 5. | Matteo Malucelli     | Włochy          | China Glory Continental Cycling Team | + 0"       |
| 6. | Florian Dauphin      | Francja         | B&B Hotels-KTM                       | + 0"       |
| 7. | Krists Neilands      | Łotwa           | Israel-Premier Tech                  | + 0"       |
| 8. | Matthew Gibson       | Wielka Brytania | Human Powered Health                 | + 0"       |
| 9. | Martin Urianstad     | Norwegia        | Uno-X Pro Cycling Team               | + 0"       |
| 10. | Gleb Syrica          | Rosja           | Astana Qazaqstan Team                | + 0"       |

| \| Klasyfikacja generalna \| Klasyfikacja generalna \| Klasyfikacja generalna \| Klasyfikacja generalna \| Klasyfikacja generalna \| \| Kolarz \| Kolarz \| Państwo \| Drużyna \| Czas \| \| ---------------------- \| ---------------------- \| ---------------------- \| ---------------------------------- \| ---------------------- \| \| 1. \| Axel Zingle \| Francja \| Cofidis \| 8h 31' 14" \| \| 2. \| Mathieu Burgaudeau \| Francja \| TotalEnergies \| + 5" \| \| 3. \| Amaury Capiot \| Belgia \| Arkéa-Samsic \| + 7" \| \| 4. \| Gleb Syrica \| Rosja \| Astana Qazaqstan Team \| + 7" \| \| 5. \| Edvald Boasson Hagen \| Norwegia \| TotalEnergies \| + 9" \| \| 6. \| Kenneth Van Rooy \| Belgia \| Sport Vlaanderen-Baloise \| + 10" \| \| 7. \| Kristian Aasvold \| Norwegia \| Human Powered Health \| + 10" \| \| 8. \| Sven Erik Bystrøm \| Norwegia \| Intermarché-Wanty-Gobert Matériaux \| + 10" \| \| 9. \| Liam Johnston \| Australia \| Trinity Racing \| + 10" \| \| 10. \| Sjoerd Bax \| Holandia \| Alpecin-Deceuninck \| + 11" \| |                      |           |                                    |            |
| |                      |           |                                    |            |
| Źródło: ProCyclingStats |                      |           |                                    |            |
| Klasyfikacja generalna |                      |           |                                    |            |
| Kolarz | Kolarz               | Państwo   | Drużyna                            | Czas       |
| 1. | Axel Zingle          | Francja   | Cofidis                            | 8h 31' 14" |
| 2. | Mathieu Burgaudeau   | Francja   | TotalEnergies                      | + 5"       |
| 3. | Amaury Capiot        | Belgia    | Arkéa-Samsic                       | + 7"       |
| 4. | Gleb Syrica          | Rosja     | Astana Qazaqstan Team              | + 7"       |
| 5. | Edvald Boasson Hagen | Norwegia  | TotalEnergies                      | + 9"       |
| 6. | Kenneth Van Rooy     | Belgia    | Sport Vlaanderen-Baloise           | + 10"      |
| 7. | Kristian Aasvold     | Norwegia  | Human Powered Health               | + 10"      |
| 8. | Sven Erik Bystrøm    | Norwegia  | Intermarché-Wanty-Gobert Matériaux | + 10"      |
| 9. | Liam Johnston        | Australia | Trinity Racing                     | + 10"      |
| 10. | Sjoerd Bax           | Holandia  | Alpecin-Deceuninck                 | + 11"      |

### Etap 3
| Namsos - Levanger | pagórkowaty | (180 km) |

| \| Klasyfikacja etapu \| Klasyfikacja etapu \| Klasyfikacja etapu \| Klasyfikacja etapu \| Klasyfikacja etapu \| \| Kolarz \| Kolarz \| Państwo \| Drużyna \| Czas \| \| ------------------ \| ------------------ \| ------------------ \| ---------------------------------- \| ------------------ \| \| 1. \| Victor Lafay \| Francja \| Cofidis \| 4h 09' 29" \| \| 2. \| Kévin Vauquelin \| Francja \| Arkéa-Samsic \| + 3" \| \| 3. \| Hugo Houle \| Kanada \| Israel-Premier Tech \| + 3" \| \| 4. \| Sven Erik Bystrøm \| Norwegia \| Intermarché-Wanty-Gobert Matériaux \| + 3" \| \| 5. \| Carl Fredrik Hagen \| Norwegia \| Israel-Premier Tech \| + 3" \| \| 6. \| Quinten Hermans \| Belgia \| Intermarché-Wanty-Gobert Matériaux \| + 3" \| \| 7. \| Jason Osborne \| Niemcy \| Alpecin-Deceuninck \| + 3" \| \| 8. \| Nick Schultz \| Australia \| BikeExchange-Jayco \| + 3" \| \| 9. \| Igor Czżan \| Kazachstan \| Astana Qazaqstan Team \| + 3" \| \| 10. \| Nicola Conci \| Włochy \| Alpecin-Deceuninck \| + 3" \| |                    |            |                                    |            |
| |                    |            |                                    |            |
| Źródło: ProCyclingStats |                    |            |                                    |            |
| Klasyfikacja etapu |                    |            |                                    |            |
| Kolarz | Kolarz             | Państwo    | Drużyna                            | Czas       |
| 1. | Victor Lafay       | Francja    | Cofidis                            | 4h 09' 29" |
| 2. | Kévin Vauquelin    | Francja    | Arkéa-Samsic                       | + 3"       |
| 3. | Hugo Houle         | Kanada     | Israel-Premier Tech                | + 3"       |
| 4. | Sven Erik Bystrøm  | Norwegia   | Intermarché-Wanty-Gobert Matériaux | + 3"       |
| 5. | Carl Fredrik Hagen | Norwegia   | Israel-Premier Tech                | + 3"       |
| 6. | Quinten Hermans    | Belgia     | Intermarché-Wanty-Gobert Matériaux | + 3"       |
| 7. | Jason Osborne      | Niemcy     | Alpecin-Deceuninck                 | + 3"       |
| 8. | Nick Schultz       | Australia  | BikeExchange-Jayco                 | + 3"       |
| 9. | Igor Czżan         | Kazachstan | Astana Qazaqstan Team              | + 3"       |
| 10. | Nicola Conci       | Włochy     | Alpecin-Deceuninck                 | + 3"       |

| \| Klasyfikacja generalna \| Klasyfikacja generalna \| Klasyfikacja generalna \| Klasyfikacja generalna \| Klasyfikacja generalna \| \| Kolarz \| Kolarz \| Państwo \| Drużyna \| Czas \| \| ---------------------- \| ---------------------- \| ---------------------- \| ---------------------------------- \| ---------------------- \| \| 1. \| Victor Lafay \| Francja \| Cofidis \| 12h 40' 56" \| \| 2. \| Kévin Vauquelin \| Francja \| Arkéa-Samsic \| + 7" \| \| 3. \| Hugo Houle \| Kanada \| Israel-Premier Tech \| + 9" \| \| 4. \| Sven Erik Bystrøm \| Norwegia \| Intermarché-Wanty-Gobert Matériaux \| + 10" \| \| 5. \| Nick Schultz \| Australia \| BikeExchange-Jayco \| + 13" \| \| 6. \| Quinten Hermans \| Belgia \| Intermarché-Wanty-Gobert Matériaux \| + 13" \| \| 7. \| Carl Fredrik Hagen \| Norwegia \| Israel-Premier Tech \| + 13" \| \| 8. \| Jason Osborne \| Niemcy \| Alpecin-Deceuninck \| + 13" \| \| 9. \| Nicola Conci \| Włochy \| Alpecin-Deceuninck \| + 19" \| \| 10. \| Sjoerd Bax \| Holandia \| Alpecin-Deceuninck \| + 20" \| |                    |           |                                    |             |
| |                    |           |                                    |             |
| Źródło: ProCyclingStats |                    |           |                                    |             |
| Klasyfikacja generalna |                    |           |                                    |             |
| Kolarz | Kolarz             | Państwo   | Drużyna                            | Czas        |
| 1. | Victor Lafay       | Francja   | Cofidis                            | 12h 40' 56" |
| 2. | Kévin Vauquelin    | Francja   | Arkéa-Samsic                       | + 7"        |
| 3. | Hugo Houle         | Kanada    | Israel-Premier Tech                | + 9"        |
| 4. | Sven Erik Bystrøm  | Norwegia  | Intermarché-Wanty-Gobert Matériaux | + 10"       |
| 5. | Nick Schultz       | Australia | BikeExchange-Jayco                 | + 13"       |
| 6. | Quinten Hermans    | Belgia    | Intermarché-Wanty-Gobert Matériaux | + 13"       |
| 7. | Carl Fredrik Hagen | Norwegia  | Israel-Premier Tech                | + 13"       |
| 8. | Jason Osborne      | Niemcy    | Alpecin-Deceuninck                 | + 13"       |
| 9. | Nicola Conci       | Włochy    | Alpecin-Deceuninck                 | + 19"       |
| 10. | Sjoerd Bax         | Holandia  | Alpecin-Deceuninck                 | + 20"       |

### Etap 4
| Trondheim - Trondheim | pagórkowaty | (160 km) |

| \| Klasyfikacja etapu \| Klasyfikacja etapu \| Klasyfikacja etapu \| Klasyfikacja etapu \| Klasyfikacja etapu \| \| Kolarz \| Kolarz \| Państwo \| Drużyna \| Czas \| \| ------------------ \| ------------------ \| ------------------ \| ---------------------------------- \| ------------------ \| \| 1. \| Andreas Leknessund \| Norwegia \| Team DSM \| 3h 30' 26" \| \| 2. \| Nicola Conci \| Włochy \| Alpecin-Deceuninck \| + 16" \| \| 3. \| Axel Zingle \| Francja \| Cofidis \| + 18" \| \| 4. \| Max Poole \| Wielka Brytania \| Team DSM \| + 18" \| \| 5. \| Hugo Houle \| Kanada \| Israel-Premier Tech \| + 20" \| \| 6. \| Quinten Hermans \| Belgia \| Intermarché-Wanty-Gobert Matériaux \| + 35" \| \| 7. \| Mathieu Burgaudeau \| Francja \| TotalEnergies \| + 35" \| \| 8. \| Kristian Sbaragli \| Włochy \| Alpecin-Deceuninck \| + 35" \| \| 9. \| Sjoerd Bax \| Holandia \| Alpecin-Deceuninck \| + 35" \| \| 10. \| Victor Koretzky \| Francja \| B&B Hotels-KTM \| + 35" \| |                    |                 |                                    |            |
| |                    |                 |                                    |            |
| Źródło: ProCyclingStats |                    |                 |                                    |            |
| Klasyfikacja etapu |                    |                 |                                    |            |
| Kolarz | Kolarz             | Państwo         | Drużyna                            | Czas       |
| 1. | Andreas Leknessund | Norwegia        | Team DSM                           | 3h 30' 26" |
| 2. | Nicola Conci       | Włochy          | Alpecin-Deceuninck                 | + 16"      |
| 3. | Axel Zingle        | Francja         | Cofidis                            | + 18"      |
| 4. | Max Poole          | Wielka Brytania | Team DSM                           | + 18"      |
| 5. | Hugo Houle         | Kanada          | Israel-Premier Tech                | + 20"      |
| 6. | Quinten Hermans    | Belgia          | Intermarché-Wanty-Gobert Matériaux | + 35"      |
| 7. | Mathieu Burgaudeau | Francja         | TotalEnergies                      | + 35"      |
| 8. | Kristian Sbaragli  | Włochy          | Alpecin-Deceuninck                 | + 35"      |
| 9. | Sjoerd Bax         | Holandia        | Alpecin-Deceuninck                 | + 35"      |
| 10. | Victor Koretzky    | Francja         | B&B Hotels-KTM                     | + 35"      |

## Klasyfikacje

### Klasyfikacja generalna
| \| Klasyfikacja generalna \| Klasyfikacja generalna \| Klasyfikacja generalna \| Klasyfikacja generalna \| Klasyfikacja generalna \| \| Kolarz \| Kolarz \| Państwo \| Drużyna \| Czas \| \| ---------------------- \| ---------------------- \| ---------------------- \| ---------------------------------- \| ---------------------- \| \| 1. \| Andreas Leknessund \| Norwegia \| Team DSM \| 16h 11' 32" \| \| 2. \| Hugo Houle \| Kanada \| Israel-Premier Tech \| + 8" \| \| 3. \| Nicola Conci \| Włochy \| Alpecin-Deceuninck \| + 9" \| \| 4. \| Axel Zingle \| Francja \| Cofidis \| + 14" \| \| 5. \| Victor Lafay \| Francja \| Cofidis \| + 15" \| \| 6. \| Kévin Vauquelin \| Francja \| Arkéa-Samsic \| + 22" \| \| 7. \| Max Poole \| Wielka Brytania \| Team DSM \| + 23" \| \| 8. \| Quinten Hermans \| Belgia \| Intermarché-Wanty-Gobert Matériaux \| + 26" \| \| 9. \| Carl Fredrik Hagen \| Norwegia \| Israel-Premier Tech \| + 28" \| \| 10. \| Sjoerd Bax \| Holandia \| Alpecin-Deceuninck \| + 35" \| |                    |                 |                                    |             |
| |                    |                 |                                    |             |
| Źródła: ProCyclingStats Cycling Quotient Cycling Archives |                    |                 |                                    |             |
| Klasyfikacja generalna |                    |                 |                                    |             |
| Kolarz | Kolarz             | Państwo         | Drużyna                            | Czas        |
| 1. | Andreas Leknessund | Norwegia        | Team DSM                           | 16h 11' 32" |
| 2. | Hugo Houle         | Kanada          | Israel-Premier Tech                | + 8"        |
| 3. | Nicola Conci       | Włochy          | Alpecin-Deceuninck                 | + 9"        |
| 4. | Axel Zingle        | Francja         | Cofidis                            | + 14"       |
| 5. | Victor Lafay       | Francja         | Cofidis                            | + 15"       |
| 6. | Kévin Vauquelin    | Francja         | Arkéa-Samsic                       | + 22"       |
| 7. | Max Poole          | Wielka Brytania | Team DSM                           | + 23"       |
| 8. | Quinten Hermans    | Belgia          | Intermarché-Wanty-Gobert Matériaux | + 26"       |
| 9. | Carl Fredrik Hagen | Norwegia        | Israel-Premier Tech                | + 28"       |
| 10. | Sjoerd Bax         | Holandia        | Alpecin-Deceuninck                 | + 35"       |

| Klasyfikacja punktowa | Klasyfikacja punktowa | Klasyfikacja punktowa | Klasyfikacja punktowa              | Klasyfikacja punktowa |
| Kolarz                | Kolarz                | Państwo               | Drużyna                            | Punkty                |
| --------------------- | --------------------- | --------------------- | ---------------------------------- | --------------------- |
| 1.                    | Axel Zingle           | Francja               | Cofidis                            | 29 pkt                |
| 2.                    | Andreas Leknessund    | Norwegia              | Team DSM                           | 21 pkt                |
| 3.                    | Amaury Capiot         | Belgia                | Arkéa-Samsic                       | 20 pkt                |
| 4.                    | Mathieu Burgaudeau    | Francja               | TotalEnergies                      | 17 pkt                |
| 5.                    | Hugo Houle            | Kanada                | Israel-Premier Tech                | 16 pkt                |
| 6.                    | Victor Lafay          | Francja               | Cofidis                            | 15 pkt                |
| 7.                    | Dylan Groenewegen     | Holandia              | BikeExchange-Jayco                 | 15 pkt                |
| 8.                    | Maurice Ballerstedt   | Niemcy                | Alpecin-Deceuninck                 | 13 pkt                |
| 9.                    | Nicola Conci          | Włochy                | Alpecin-Deceuninck                 | 13 pkt                |
| 10.                   | Quinten Hermans       | Belgia                | Intermarché-Wanty-Gobert Matériaux | 13 pkt                |

| Klasyfikacja punktowa | Klasyfikacja punktowa | Klasyfikacja punktowa | Klasyfikacja punktowa              | Klasyfikacja punktowa |
| Kolarz                | Kolarz                | Państwo               | Drużyna                            | Punkty                |
| --------------------- | --------------------- | --------------------- | ---------------------------------- | --------------------- |
| 1.                    | Axel Zingle           | Francja               | Cofidis                            | 29 pkt                |
| 2.                    | Andreas Leknessund    | Norwegia              | Team DSM                           | 21 pkt                |
| 3.                    | Amaury Capiot         | Belgia                | Arkéa-Samsic                       | 20 pkt                |
| 4.                    | Mathieu Burgaudeau    | Francja               | TotalEnergies                      | 17 pkt                |
| 5.                    | Hugo Houle            | Kanada                | Israel-Premier Tech                | 16 pkt                |
| 6.                    | Victor Lafay          | Francja               | Cofidis                            | 15 pkt                |
| 7.                    | Dylan Groenewegen     | Holandia              | BikeExchange-Jayco                 | 15 pkt                |
| 8.                    | Maurice Ballerstedt   | Niemcy                | Alpecin-Deceuninck                 | 13 pkt                |
| 9.                    | Nicola Conci          | Włochy                | Alpecin-Deceuninck                 | 13 pkt                |
| 10.                   | Quinten Hermans       | Belgia                | Intermarché-Wanty-Gobert Matériaux | 13 pkt                |

| Klasyfikacja górska | Klasyfikacja górska | Klasyfikacja górska | Klasyfikacja górska       | Klasyfikacja górska |
| Kolarz              | Kolarz              | Państwo             | Drużyna                   | Punkty              |
| ------------------- | ------------------- | ------------------- | ------------------------- | ------------------- |
| 1.                  | Stephen Bassett     | Stany Zjednoczone   | Human Powered Health      | 19 pkt              |
| 2.                  | Aaron Van Poucke    | Belgia              | Sport Vlaanderen-Baloise  | 17 pkt              |
| 3.                  | Andreas Leknessund  | Norwegia            | Team DSM                  | 16 pkt              |
| 4.                  | Håkon Aalrust       | Norwegia            | Team Coop                 | 6 pkt               |
| 5.                  | Alessandro Verre    | Włochy              | Arkéa-Samsic              | 6 pkt               |
| 6.                  | Victor Lafay        | Francja             | Cofidis                   | 5 pkt               |
| 7.                  | Tom Wirtgen         | Luksemburg          | Bingoal Pauwels Sauces WB | 5 pkt               |
| 8.                  | Fabien Grellier     | Francja             | TotalEnergies             | 5 pkt               |
| 9.                  | Nicola Conci        | Włochy              | Alpecin-Deceuninck        | 4 pkt               |
| 10.                 | Maurice Ballerstedt | Niemcy              | Alpecin-Deceuninck        | 4 pkt               |

| Klasyfikacja górska | Klasyfikacja górska | Klasyfikacja górska | Klasyfikacja górska       | Klasyfikacja górska |
| Kolarz              | Kolarz              | Państwo             | Drużyna                   | Punkty              |
| ------------------- | ------------------- | ------------------- | ------------------------- | ------------------- |
| 1.                  | Stephen Bassett     | Stany Zjednoczone   | Human Powered Health      | 19 pkt              |
| 2.                  | Aaron Van Poucke    | Belgia              | Sport Vlaanderen-Baloise  | 17 pkt              |
| 3.                  | Andreas Leknessund  | Norwegia            | Team DSM                  | 16 pkt              |
| 4.                  | Håkon Aalrust       | Norwegia            | Team Coop                 | 6 pkt               |
| 5.                  | Alessandro Verre    | Włochy              | Arkéa-Samsic              | 6 pkt               |
| 6.                  | Victor Lafay        | Francja             | Cofidis                   | 5 pkt               |
| 7.                  | Tom Wirtgen         | Luksemburg          | Bingoal Pauwels Sauces WB | 5 pkt               |
| 8.                  | Fabien Grellier     | Francja             | TotalEnergies             | 5 pkt               |
| 9.                  | Nicola Conci        | Włochy              | Alpecin-Deceuninck        | 4 pkt               |
| 10.                 | Maurice Ballerstedt | Niemcy              | Alpecin-Deceuninck        | 4 pkt               |

| Klasyfikacja młodzieżowa | Klasyfikacja młodzieżowa | Klasyfikacja młodzieżowa | Klasyfikacja młodzieżowa | Klasyfikacja młodzieżowa |
| Kolarz                   | Kolarz                   | Państwo                  | Drużyna                  | Czas                     |
| ------------------------ | ------------------------ | ------------------------ | ------------------------ | ------------------------ |
| 1.                       | Andreas Leknessund       | Norwegia                 | Team DSM                 | 16h 11' 32"              |
| 2.                       | Nicola Conci             | Włochy                   | Alpecin-Deceuninck       | + 9"                     |
| 3.                       | Axel Zingle              | Francja                  | Cofidis                  | + 14"                    |
| 4.                       | Kévin Vauquelin          | Francja                  | Arkéa-Samsic             | + 22"                    |
| 5.                       | Max Poole                | Wielka Brytania          | Development Team DSM     | + 23"                    |
| 6.                       | Mathieu Burgaudeau       | Francja                  | TotalEnergies            | + 43"                    |
| 7.                       | Andreas Stokbro          | Dania                    | Team Coop                | + 53"                    |
| 8.                       | Axel Laurance            | Francja                  | B&B Hotels-KTM           | + 58"                    |
| 9.                       | Kevin Colleoni           | Włochy                   | BikeExchange-Jayco       | + 1' 02"                 |
| 10.                      | Mark Donovan             | Wielka Brytania          | Team DSM                 | + 1' 02"                 |

| Klasyfikacja młodzieżowa | Klasyfikacja młodzieżowa | Klasyfikacja młodzieżowa | Klasyfikacja młodzieżowa | Klasyfikacja młodzieżowa |
| Kolarz                   | Kolarz                   | Państwo                  | Drużyna                  | Czas                     |
| ------------------------ | ------------------------ | ------------------------ | ------------------------ | ------------------------ |
| 1.                       | Andreas Leknessund       | Norwegia                 | Team DSM                 | 16h 11' 32"              |
| 2.                       | Nicola Conci             | Włochy                   | Alpecin-Deceuninck       | + 9"                     |
| 3.                       | Axel Zingle              | Francja                  | Cofidis                  | + 14"                    |
| 4.                       | Kévin Vauquelin          | Francja                  | Arkéa-Samsic             | + 22"                    |
| 5.                       | Max Poole                | Wielka Brytania          | Development Team DSM     | + 23"                    |
| 6.                       | Mathieu Burgaudeau       | Francja                  | TotalEnergies            | + 43"                    |
| 7.                       | Andreas Stokbro          | Dania                    | Team Coop                | + 53"                    |
| 8.                       | Axel Laurance            | Francja                  | B&B Hotels-KTM           | + 58"                    |
| 9.                       | Kevin Colleoni           | Włochy                   | BikeExchange-Jayco       | + 1' 02"                 |
| 10.                      | Mark Donovan             | Wielka Brytania          | Team DSM                 | + 1' 02"                 |

| Klasyfikacja drużynowa | Klasyfikacja drużynowa | Klasyfikacja drużynowa | Klasyfikacja drużynowa |
| Drużyna                | Drużyna                | Państwo                | Czas                   |
| ---------------------- | ---------------------- | ---------------------- | ---------------------- |
| 1.                     | Alpecin-Deceuninck     | Belgia                 | 48h 35' 56"            |
| 2.                     | Israel-Premier Tech    | Izrael                 | + 7"                   |
| 3.                     | Team DSM               | Holandia               | + 21"                  |
| 4.                     | TotalEnergies          | Francja                | + 2' 45"               |
| 5.                     | B&B Hotels-KTM         | Francja                | + 5' 41"               |

| Klasyfikacja drużynowa | Klasyfikacja drużynowa | Klasyfikacja drużynowa | Klasyfikacja drużynowa |
| Drużyna                | Drużyna                | Państwo                | Czas                   |
| ---------------------- | ---------------------- | ---------------------- | ---------------------- |
| 1.                     | Alpecin-Deceuninck     | Belgia                 | 48h 35' 56"            |
| 2.                     | Israel-Premier Tech    | Izrael                 | + 7"                   |
| 3.                     | Team DSM               | Holandia               | + 21"                  |
| 4.                     | TotalEnergies          | Francja                | + 2' 45"               |
| 5.                     | B&B Hotels-KTM         | Francja                | + 5' 41"               |

### Liderzy klasyfikacji
| Etap   |             | Pierwsze miejsce _ | Klasyfikacja generalna | Punktowa      | Górska          | Młodzieżowa        | Drużynowa _         |
| ------ | ----------- | ------------------ | ---------------------- | ------------- | --------------- | ------------------ | ------------------- |
| 1      | płaski      | Axel Zingle        | Axel Zingle            | Axel Zingle   | Stephen Bassett | Axel Zingle        | Cofidis             |
| 2      | płaski      | Dylan Groenewegen  | Axel Zingle            | Amaury Capiot | Stephen Bassett | Axel Zingle        | Cofidis             |
| 3      | pagórkowaty | Victor Lafay       | Victor Lafay           | Amaury Capiot | Stephen Bassett | Kévin Vauquelin    | Israel-Premier Tech |
| 4      | pagórkowaty | Andreas Leknessund | Andreas Leknessund     | Axel Zingle   | Stephen Bassett | Andreas Leknessund | Alpecin-Deceuninck  |
| Koniec | Koniec      |                    | Andreas Leknessund     | Axel Zingle   | Stephen Bassett | Andreas Leknessund | Alpecin-Deceuninck  |